# مالیگاتنا
مالیگاتنا (به لاتین: Maligatenna) یک منطقهٔ مسکونی در سری‌لانکا است که در استان مرکزی (سری‌لانکا) واقع شده‌است.